# Magbalik ka, hirang (film)
Magbalik ka, hirang è un film del 1940 diretto da Lorenzo P. Tuells, con protagonisti Corazón Noble, Octavio Romero e Bert LeRoy.
Come per diverse altre pellicole del periodo – quali ad esempio Ruiseñor (1939), Dilim at liwanag (1940), Ave Maria (1940) e Singsing na pangkasal (1941) –, includeva elementi del genere teatrale noto localmente come sarswela.

## Distribuzione
Magbalik ka, hirang uscì nelle sale cinematografiche filippine il 14 marzo 1940.